# مارتین ایکس‌ان‌بی‌ال-۲
مارتین ایکس‌ان‌بی‌ال-۲ (به انگلیسی: Martin XNBL-2) یک هواگرد ساختِ کارخانهٔ گلن ال. مارتین کمپانی در کشور ایالات متحده آمریکا است. نخستین استفاده‌کنندهٔ این هواگرد بنگاه هوایی ارتش ایالات متحده آمریکا بوده‌است.